# Huy chương Matteucci
Huy chương Matteucci là một giải thưởng của "Hội Khoa học Ý" dành cho các nhà vật lý có những đóng góp cơ bản cho Vật lý học. Theo sắc lệnh hoàng gia Ý ngày 10.7.1870, Hội Khoa học Ý được phép nhận tài sản tặng dữ của Carlo Matteucci để thành lập giải thưởng này.

## Các người đoạt Huy chương Matteucci
- 1868 Hermann Helmholtz
- 1875 Henri Victor Regnault
- 1876 William Thomson, 1st Baron Kelvin
- 1877 Gustav Kirchhoff
- 1878 Gustav Weidemann
- 1879 Wilhelm Eduard Weber
- 1880 Antonio Pacinotti
- 1881 Emilio Villari
- 1882 Augusto Righi
- 1887 Thomas Edison
- 1888 Heinrich Rudolph Hertz
- 1894 John William Strutt, Nam tước Rayleigh thứ 3
- 1895 Henry Augustus Rowland
- 1896 Wilhelm Conrad Röntgen và Philipp Lenard
- 1901 Guglielmo Marconi
- 1903 Albert Abraham Michelson
- 1904 Marie Curie và Pierre Curie
- 1905 Henri Poincaré
- 1906 James Dewar
- 1907 William Ramsay
- 1908 Antonio Garbasso
- 1909 Orso Mario Corbino
- 1910 Heike Kamerlingh Onnes
- 1911 Jean Perrin
- 1912 Pieter Zeeman
- 1913 Ernest Rutherford
- 1914 Max von Laue
- 1915 Johannes Stark
- 1915 William Henry Bragg và William Lawrence Bragg
- 1917 Antonino Lo Surdo
- 1918 Robert W. Wood
- 1919 Henry Gwyn-Jeffreys Moseley
- 1921 Albert Einstein
- 1923 Niels Bohr
- 1924 Arnold Sommerfeld
- 1925 Robert Andrews Millikan
- 1926 Enrico Fermi
- 1927 Erwin Schrödinger
- 1928 Venkata Raman Chandrasekhara
- 1929 Werner Heisenberg
- 1930 Arthur Compton
- 1931 Franco Rasetti
- 1932 Frédéric Joliot-Curie và Irène Joliot-Curie
- 1956 Wolfgang Pauli
- 1975 Bruno Touschek
- 1978 Abdus Salam
- 1979 Luciano Maiani
- 1980 Giancarlo Wick
- 1982 Rudolf Peierls
- 1985 Hendrik Casimir
- 1987 Pierre-Gilles De Gennes
- 1988 Lev B. Okun
- 1989 Freeman Dyson
- 1990 Jack Steinberger
- 1991 Bruno Rossi
- 1992 Anatole Abragam
- 1993 John Archibald Wheeler
- 1994 Claude Cohen-Tannoudji
- 1995 Tsung Dao Lee
- 1996 Wolfgang Panofsky
- 1998 Oreste Piccioni
- 2001 Theodor W. Hänsch
- 2002 Nicola Cabibbo
- 2003 Manuel Cardona
- 2004 David Ruelle
- 2006 Giorgio Bellettini